# Griot

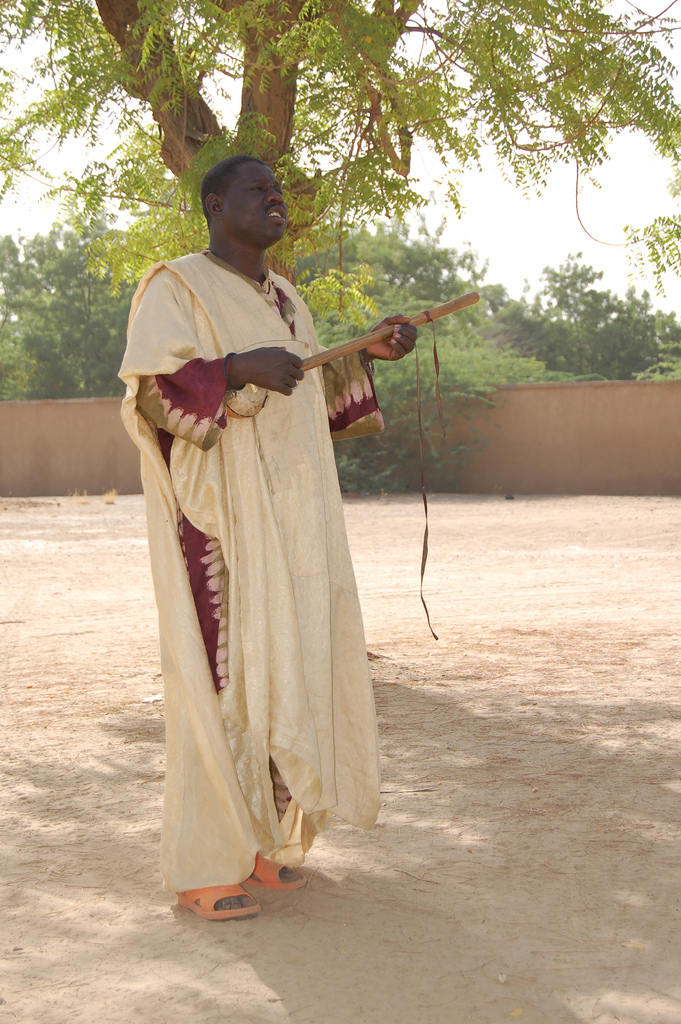
Un Griot nigeriano con il suo xalam.

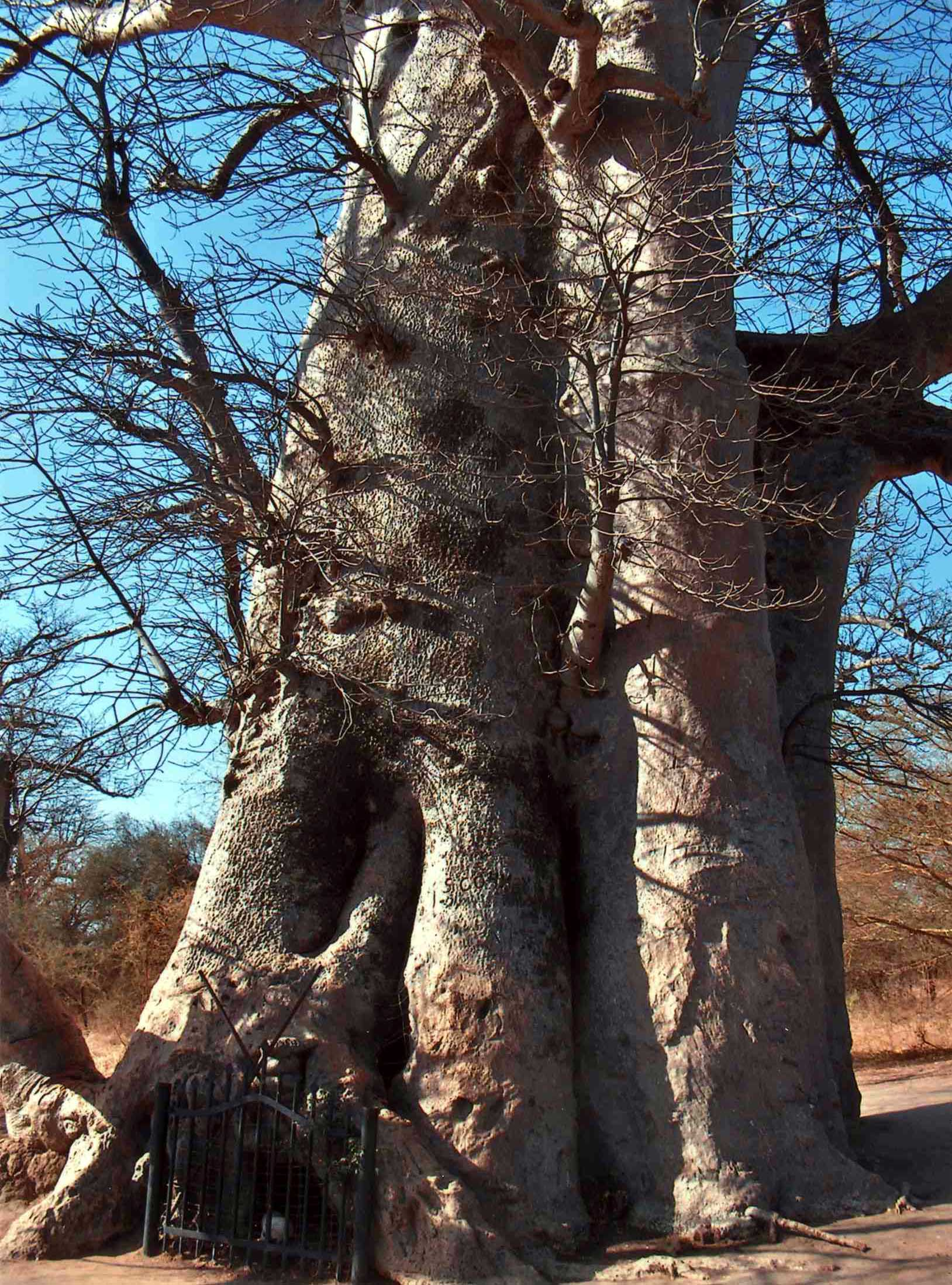
Questo antico baobab della Riserva di Bandia, Senegal, costituisce un mausoleo vivente alla memoria degli antichi Griot.

Nella cultura di alcuni popoli dell'Africa Occidentale, il griot (termine francese, pronuncia [ɡʁi.o]; o bardo) è un poeta e cantore che svolge il ruolo di conservare la tradizione orale degli avi e, in alcuni contesti storici pre-coloniali, aveva anche il ruolo di interprete ed ambasciatore. Questa figura ha ancora una propria funzione nelle comunità dei paesi dell'Africa occidentale sub-sahariana (Mali, Gambia, Guinea, Senegal e Burkina Faso), specialmente presso le popolazioni Mandé (Mandinka, Malinké, Bambara e altre), Fula, Hausa, Toucouleur, Wolof, Sérèr, e tra alcuni gruppi della Mauritania.

## Etimologia, altre denominazioni, origini
Il termine "griot" è attestato nella lingua francese sin dal XVII secolo come "guiriot" e trae molto probabilmente la sua origine dalla parola portoghese "criado", "servitore"; la prima fonte scritta in cui si trova questa espressione è un resoconto di un viaggio in Senegal di Alexis du Saint Lô (1637).
Nelle lingue africane ci si riferisce al griot anche con altri termini: nelle zone in cui si parla malinké (Mali meridionale, Guinea settentrionale, Costa d'Avorio, Senegal, Gambia, Burkina Faso occidentale),  lo chiamano djeli, djali; igiiw in arabo. La parola "djeli", nelle diverse varianti, significa "trasmissione attraverso il sangue", e si riferisce al modo in cui le conoscenze dei griot sono tramandate di padre in figlio.
In lingua peul (Senegal settentrionale, Guinea nord-occidentale e settentrionale, Mali centrale, Niger, Nigeria e Camerun settentrionale) si dice gawlo mentre guéwèl o géwel è l'espressione usata nei paesi di lingua wolof, significa "formare un cerchio attorno a qualcuno".
I due celebri trattati arabi di Timbuctù, il Ta'rїkh al-Fattāsh e il Ta'rїkh al-Sūdān, confermano la presenza dei griot tra le popolazioni peul e songhay sin dal XVI secolo.
Il termine bambara significa letteralmente "colui che ha il dono della parola" ed è il nome attribuito a queste figure nell'area corrispondente all'antico Regno del Mali che, al suo apice, intorno alla metà del XIII secolo, si estendeva dall'Africa centrale (Ciad, Niger) all'Africa sub-sahariana (Mali, Senegal). 
Il suo apogeo coincide con il regno del giovane imperatore Sundjata Keïta (1230-1255), il cui padre Narè Maghann Konaté, alla sua morte, offre al figlio un griot, Balla Fassèké Kouyaté, al fine di consigliarlo e sostenerlo nei momenti difficili. 
Balla Fassèké è considerato dunque come il primo griot, in particolare come colui che ha dato vita alla famiglia dei griot Kouyaté, la cui attività prosegue tuttora anche se ovviamente questa professionalità si è trasformata col tempo: il djéli lavora spesso come attore teatrale e cinematografico, adattando la sua missione e il suo ruolo alle tecniche moderne. 
È interessante notare che i fatti narrati dai griot della famiglia Kouyaté trovano riscontro in diverse fonti storiche relative a viaggiatori dell'epoca.

## Storia e funzioni sociali del griot
Al tempo degli imperi dell'Africa Occidentale (come l'impero del Mali di Sundjata Keïta), i griot erano molto vicini al re, a cui servivano come consiglieri. Attraverso pratiche divinatorie si riteneva che fossero anche in grado di fornire auspici allo scopo di valutare, per esempio, l'opportunità di entrare in guerra con altri popoli. Il griot era il portavoce del re presso il popolo, e spesso fungeva da intermediario nelle relazioni diplomatiche del re con ambasciatori di altri regni.
La tradizione dei Griot e delle Griottes - è un mestiere che può essere praticato indistintamente sia dagli uomini che dalle donne - è nata e si è sviluppata in contesti storici privi di scrittura tant'è che il griot stesso era, ed è, considerato come il depositario della tradizione orale, colui che conosce la storia sin dal suo inizio. 
In genere il mestiere di griot è di tipo familiare, si trasmette cioè di padre in figlio o comunque all'interno della stessa famiglia. Le conoscenze di un griot spaziano dalla storia, alla cosmogonia, alla genealogia, alla mitologia, alla storia politica e delle discendenze della particolare cultura a cui appartiene, pertanto i suoi repertori variano in base al contesto nel quale si trova ad operare. 
Questa complessa arte si basa su un uso molteplice e poliedrico della narrazione. Gli strumenti di cui si avvale un griot sono altrettanto poliedrici essendo questa figura a metà strada fra l'attore, il musicista, il narratore, il poeta. 
L'accompagnamento musicale riveste infatti un ruolo particolarmente importante, che si avvale in particolare di quattro strumenti: la kora, il balafon, lo ngoni e il djembe. In alcune circostanze può essere utilizzato anche il canto. 
Molti griot contemporanei hanno sviluppato soprattutto l'aspetto musicale di quest'arte tradizionale, ottenendo considerevole successo anche in aree extra-africane.
Come accade a molti dei professionisti della tradizione, come i fabbri africani, i tessitori, i ceramisti, anche i griot sono spesso temuti poiché si ritiene che abbiano particolari poteri e che siano in contatto con le forze naturali. 
La loro particolare conoscenza del passato e delle dinamiche sociali presenti in un determinato gruppo fanno sì che a questa figura si attribuisca un senso quasi magico.
Per quanto riguarda la trasmissione dell'arte del griot di padre in figlio, è importante considerare il fatto che, in questi contesti culturali, i legami di sangue sono considerati sacri.
I bambini vengono iniziati sin dalla più tenera età alle tecniche e ai saperi della loro casta, intesa non in senso gerarchico ma distintivo di un particolare ruolo. Sono gli anziani che formano i più giovani. Essere un griot significa dunque appartenere ad una casta che si differenzia in modo specifico. Non è possibile passare facilmente da una casta all'altra tanto più che i matrimoni esogamici sono tendenzialmente vietati. Gli djéli, portatori di saperi e di misteri, non possono che sposare un membro della loro casta al fine di salvaguardare e di preservare la loro stessa identità. Un giovane o una giovane djéli riceve l'istruzione conforme alla sua casta, un'istruzione costituita da nove/dieci gradi di sette anni ciascuno, ogni grado corrispondente ad un particolare momento della vita. Spesso non si tratta di un apprendistato di tipo scolastico, scandito da un numero prestabilito di ore ma di una forma di istruzione continua: ogni momento può essere utile per imparare le storie e le tecniche narrative e memnoniche; grande valore ha quindi l'osservazione e l'ascolto da parte dei più giovani.
Una casta di griot può essere facilmente identificata dal nome della famiglia: Kouyaté, Diabaté, Dramé, Niakaté, Soumano sono alcuni fra i più noti esempi di famiglie griot nelle regioni del Mali, Senegal e Burkina Faso.
Ai nostri giorni, in seguito all'esodo dalle campagne, alla emigrazione e alla globalizzazione, molti figli di griot ignorano le pratiche artistiche e le conoscenze dei loro antenati. Per altro, è anche possibile che alcuni membri appartenenti ad altre caste adempiano alle funzioni dei griots, sostituendosi ad essi. Da un punto di vista sociale, tuttavia, questi ultimi non possono essere definiti dei veri e propri griot.

## Riferimenti nelle culture africane contemporanee
La figura del griot era legata ad una corte ed era al servizio di un re o di un principe, della cui stirpe venivano narrate le imprese eroiche ed i meriti, a fini encomiastici. Un altro aspetto importante era quello di mediare i conflitti interni ai gruppi a cui appartenevano oppure di consigliare il reggente nel caso di lotte o scontri con altri gruppi.
Attualmente, questa funzione di segretario e confidente privilegiato dei potenti ha perso notevolmente valore o perlomeno si è attualizzata; i griot sono perciò considerati ancora come i depositari della storia e dunque come grandi conoscitori del passato ma il loro ruolo si è adattato alle esigenze della contemporaneità.
Pertanto, sempre più spesso accade che nei contesti più urbanizzati venga maggiormente valorizzato l'aspetto artistico e performativo di questi professionisti che di frequente sono invitati a festival teatrali e musicali e che stanno riscontrando un enorme successo di pubblico in Africa come altrove nel ruolo di musicisti, cantanti ed attori teatrali e cinematografici.
Un'altra funzione sociale, che invece presenta ancora oggi delle permanenze piuttosto considerevoli, è quella di promotori di eventi e consiglieri d'eccellenza: la loro presenza è infatti considerata indispensabile in molte occasioni pubbliche e private che sanciscono passaggi o cambiamenti importanti nella società come matrimoni, battesimi, funerali. Questo fenomeno è tanto più evidente nelle regioni rurali e nelle piccole e medie città.
Nelle chefferie tradizionali del Niger il griot rappresenta un trait d'union, un punto d'incontro tra la gente comune e la propria storia.
Il ruolo e la tradizione culturale dei griot e delle griotte è in definitiva uno dei più importanti per i popoli dell'Africa Occidentale, com'è testimoniato soprattutto nel cinema: nel film Guimba the Tyrant, diretto da Cheick Oumar Sissoko, la voce narrante è quella del griot del villaggio e anche Keita. L'eredità del griot, di Dani Kouyaté del 1995 riflette sulle funzioni del griot tra passato e presente.
La figura del griot ha anche un ruolo fondamentale in diversi romanzi importanti della letteratura africana: è il caso dello scrittore ivoriano Ahmadou Kourouma o del maliano Amadou Hampâté Bâ ed è stato spesso il bersaglio della satira pungente del grande regista e scrittore senegalese Ousmane Sembène.

## Griot di oggi
Uno dei griot più celebri dell'Africa Occidentale moderna è Bakari Sumano, capo dell'Associazione dei Griot dal 1994 al 2003. Sumano divenne particolarmente noto per il suo impegno a favore del riconoscimento dell'importanza del griot nell'Africa Occidentale postcoloniale. Altri griot e gruppi di griot noti sono:
- Abdoulaye Diabaté (Mali)[4]
- Alpha Oulare (Guinea)[5]
- Amadu Bansang Jobarteh (Gambia)[6]
- Ba Cissoko (Guinea)[7]
- Baba Sissoko (Mali)[8]
- Badenya les Frères Coulibaly (Burkina Faso)[9]
- Balla Kouyaté (Mali)[10]
- Badara Seck (Senegal)
- Sotigui Kouyaté  (Burkina Faso)
- Seydou Kienou  (Burkina Faso / Italia)[11]
- Balla Tounkara (Mali)
- Dembo Jobarteh (Gambia)
- Djelimady Tounkara (Mali)
- Djimo Kouyaté (Senegal)
- El Hadj Djeli Sory Kouyaté (Guinea)
- Foday Musa Suso (Gambia)
- Kasse Mady Diabate (Mali)
- Lamin Saho (Gambia)
- Malamini Jobarteh (Gambia)
- Mory Kanté (Guinea)
- N'Faly Kouyaté (Guinea)
- National Instrumental Ensemble of Guinea (Guinea)
- Papa Susso (Gambia)
- Pape Kanouté (Senegal)
- Prince Diabaté (Guinea)
- Salieu Suso (Gambia)
- Seikou Susso (Gambia)
- Sherrifo Konteh (Gambia)
- Yacouba Sissoko (Mali)
- Doudou N'Diaye Rose (Senegal)
- Jali Babou Saho (Gambia)